# 5471 Tunguska
5471 Tunguska (1988 PK1) là một tiểu hành tinh vành đai chính được phát hiện ngày 13 tháng 8 năm 1988 bởi E. W. Elst ở Đài thiên văn Haute-Provence.